# Tipula (Pterelachisus) hispida
Tipula (Pterelachisus) hispida is een tweevleugelige uit de familie langpootmuggen (Tipulidae). De soort komt voor in het Palearctisch gebied.